# USS Edwards (DD-619)
USS Edwards (DD-619) (с англ. — «Эдвардс») — американский эсминец типа «Гливс». Второй из кораблей с именем «Эдвардс» и первый, получивший имя лейтенант-коммандера Уолтера Этли Эдвардса, командира эсминца «Бейнбридж», награждённого французским Орденом Почётного легиона, британским орденом «За выдающуюся службу» и американской Медалью Почёта за спасение в 1922 году почти 500 человек с борта горящего французского судна «Винь Лонг» (фр. Vinh Long).
Эсминец был заложен 26 февраля 1942 года на верфи Federal Shipbuilding and Drydock Company, в городе Кирни, спущен на воду 19 июня 1942 года и крещён супругой Эдвардса. Вступил в строй 18 сентября 1942 года, капитаном назначен лейтенант-коммандер Уильям Лерой Мессмер. Участник сражений Тихоокеанского театра военных действий Второй мировой войны.

## Служба

### 1943
«Эдвардс» начал свою службу с сопровождения нескольких конвоев вдоль восточного побережья США и в Карибском море. 8 ноября 1942 года вышел из порта Нью-Йорка, чтобы войти в состав Тихоокеанского флота США. В 18-й оперативной группе с 4 января 1943 года (база — Нумеа), занимался прикрытием конвоев, шедших в Гуадалканал. 29 января 1943 года вступил в бой с группой бомбардировщиков-торпедоносцев у острова Реннелл. Несмотря на то, что плотным зенитным огнём удалось сбить группу самолётов, две торпеды всё же попали в крейсер «Чикаго». «Эдвардс» с группой из четырёх эсминцев занимался охраной повреждённого крейсера. На следующий день атаки возобновились, и «Чикаго» затонул. «Эдвардс» принял на борт 224 из 1049 человек и затем сопровождал в порт эсминец «Ля Валетт», в который также попала торпеда.
27 марта «Эдвардс» вернулся в Перл-Харбор для ремонта, а 15 апреля отправился к Алеутским островам, обстреляв 26 апреля остров Атту и прикрыв линкор «Пенсильвания» во время высадки 11 мая. На следующий день, 12 мая, участвовала в ликвидации японской подводной лодки I-31 вместе с эсминцем «Фаррагут»: в течение 10 часов она сбрасывала глубинные бомбы по позициям I-31, пытавшейся торпедировать «Пенсильванию». В конце концов, I-31 всплыла: «Эдвардс» огнём корабельных орудий нанёс ей большой ущерб, а подлодку окончательно добил эсминец «Фрэзьер».
В дальнейшем «Эдвардс» продолжал патрулировать воды Алеутских островов. С июня 1943 года участник блокады острова Кыска, обстреливал со 2 по 12 августа остров и прикрывал высадку американцев на остров 15 июня (не зная, что японцы оставили остров). После покраски и ремонта в октябре эсминец направился в Эспириту-Санто на учения. 8 ноября отправился в составе группы прикрытия авианосцев для нанесения удара по Рабаулу, запланированного на 11 ноября. В день отплытия на оперативную группу совершили авианалёт японцы, но экипаж «Эдвардса», сбив несколько самолётов, не позволил японцам нанести хоть какой-либо ущерб американским судам. С 19 ноября эсминец прикрывал части в ходе битвы за Тараву, затем сопровождал транспортные корабли в Перл-Харбор и вскоре вернулся на западное побережье для планового ремонта.

### 1944
3 марта «Эдвардс» прибыл в Махуро, откуда осуществлял патрулирование и выходил для прикрытия разных групп. Так, он прикрывал авианосную группу, которая совершала налёт на атолл Мили (Маршалловы острова) и на Палау в составе Пятого флота. В апреле прикрывал авианосцы, которые в ходе операции «Реклесс» обеспечивали налёты на Новую Гвинею. Участвовал в атаке на Трук 29-30 апреля. С 12 мая по 18 августа на основе дивизиона эсминцев, где находился «Эдвардс», появилась Восточно-Маршалльская патрульная группа, которая патрулировала воды около контролируемых японцами атоллов Мили, Джалуит, Малоэлап и Уотье с целью предотвращения поставок подкреплений японцам. 22 мая вместе с эсминцем «Банкрофт» эсминец «Эдвардс» обстрелял атолл Уотье и вывел несколько артиллерийских батарей из строя.
27 июня у Уотье корабль спас экипаж сбитого истребителя F4U Corsair Корпуса морской пехоты США и экипаж бомбардировщика PBY Catalina. Спасением занимались шесть моряков с «Эдвардса»: младший лейтенант Гарольд Манн (англ. Harold Mann), штурман медицинской службы Эмери Пенсак (англ. Emery Pensak), штурман машиниста 1-го класса Эндрю Стайн Эллиотт (англ. Andrew Stein Elliott), семафорщик 2-го класса Джон Джозеф Крейн (англ. John Joseph Crane), рулевой Джеймс Джозеф Гонсалвес (англ. James Joseph Gonsalves) и матрос 1-го класса Ричард Стэнли (англ. Richard Stanley).
В августе 1944 года после простаивания в гавани Перл-Харбора «Эдвардс» направился в залив Сан-Педро, к острову Лейте, куда прибыл 30 октября. Участвовал в высадке в Ормоке 7 декабря, сбив несколько вражеских самолётов (к Ормоку шёл конвой с припасами, который также отразил авианалёт). 7 декабря у залива Ормок «Эдвардс» принял бой против вражеской авиации, защищая транспорт «Лиддл» и сбил за 10 минут три самолёта, однако один из самолётов врезался в кормовой подзор и оставил вмятину размером в 1,5 м. С 11 по 12 декабря «Эдвардс» занимался спасением экипажа эсминца «Колдуэлл», который загорелся после того, как в него врезался камикадзе. Командир «Эдвардса», лейтенант-коммандер Саймон Эверетт Рэйми (англ. Simon Everett Ramey) был награждён Серебряной звездой как руководитель операции.
30 декабря в 50 метрах от корабля японский бомбардировщик сбросил бомбу, которая перелетела через всё судно и взорвалась у противоположного борта корабля.

### 1945
В последний год войны «Эдвардс» нёс службу у Филиппин, сопровождая конвои с припасами в Миндоро, залив Лингаен, гавань Поллок и залив Давао. 9 мая 1945 года прибыл в Моторай для подготовки к высадке на Борнео. 12 июля вернулся в залив Субик. Один раз прибывал к берегам Иводзимы и ещё один раз к Окинаве. 16 сентября 1945 года вернулся в США.

### После войны
7 января 1946 года «Эдвардс» прибыл в Чарльстоун (Южная Каролина), где был выведен из состава флота в резерв 11 апреля. Окончательно из ВМС США исключён 1 июля 1971 года. Продан 25 мая 1973 года фирме «Southern Scrap Material Co. LTD.» в Новый Орлеан и разобран на слом.

## Награды
«Эдвардс» получил 14 звёзд за службу за действия во Второй мировой войне. Больше звёзд получали только девять кораблей ВМС США.